# Klaus J. Breidenbach
Klaus J. Breidenbach (* 26. August 1941 in Bad Driburg) ist ein deutscher Schriftsetzer, Diplom-Betriebswirt und Heimatforscher. Er veröffentlicht unter seinem Taufnamen Nicolaus J. Breidenbach.

## Leben
Klaus Josef Breidenbach besuchte die Katholische Volksschule und erlernte von 1956 bis 1959 den Beruf des Schriftsetzers. Nach der Gesellenprüfung ging er auf die Fachschule für Schriftsetzer in Offenbach. Von 1961 bis 1971 arbeitete er in seinem erlernten Beruf in der Druckerei Dr. Middelhauve in Opladen. Parallel dazu erwarb er den REFA-Grundschein, bildete sich an der Werkkunstschule Wuppertal in Grafik-Design fort und absolvierte 1967 die Meisterprüfung als Schriftsetzer. Er erreichte 1977 nach einem vierjährigen Abendstudium den Grad des Diplom-Betriebswirts mit einer Diplomarbeit zum Thema „Die Entwicklung einer Marketing-Konzeption für einen Druckerei-Betrieb“. Im Westdeutschen Verlag in Opladen war er als Technischer Redakteur und Grafik-Designer tätig, ab 1972 bis 1996 war er Betriebsleiter bei der Verlagsdruckerei des TÜV Rheinland in Köln.
Bis 1987 war Breidenbach nebenberuflicher Dozent für Gewerblichen Rechtsschutz bei der Industrie- und Handelskammer Köln und entwickelte an der TÜV Rheinland Akademie zwei Lehr-Druckereien. Von 1991 bis 1994 war er ehrenamtlich Mitglied im Meister-Prüfungsausschuss der IHK Köln.
In seiner Freizeit war er im Männergesangverein und trat im örtlichen Karneval Tenter meddemang als Büttenredner und Sänger mit Gitarre auf.
Von 2003 bis 2006 war er Deutschland-Repräsentant für die überregionale liberal-konservative Wochenzeitung Rheinischer Merkur.
Klaus J. Breidenbach war ehrenamtlich tätig in der Jugendarbeit im Rahmen der Deutschen Pfadfinderschaft St. Georg, wo er von 1966 bis 1968 das Amt eines Gaufeldmeisters bekleidete. Er ist römisch-katholisch und seit 1969 verheiratet mit Gisela geb. Börsch, hat zwei Kinder und vier Enkel, er lebt in Wermelskirchen.

## Heimatforscher
Anfang der 1980er-Jahre studierte Klaus J. Breidenbach Geschichte an der Fernuniversität Hagen und begann mit heimat- und familiengeschichtlichen Forschungen und Untersuchungen, die er zunächst in Zeitschriften, Heimatkalendern und Festschriften und später als Monographien veröffentlichte. Auch übernahm er wiederholt die Redaktion und Herausgeberschaft von lokalen Festschriften und hielt Vorträge zu lokalhistorischen Themen des Bergischen Landes. In Vorbereitung ist ein Urkundenbuch von Wermelskirchen und eine Geschichte von Wermelskirchen-Dhünn.

## Veröffentlichungen (Auswahl)

### Monographien, Quelleneditionen
- Alt Wermelskirchen - Drei Bücher zur Stadtgeschichte - Gründungssaga von 885 und Geschichte bis 1892 - Reformation von 1524, Wermelskirchen 1991, ISBN 3-9802801-0-1
- Familien. Eigentum und Steuern in Wermelskirchen, Dabringhausen und Dhünn. Wermelskirchen 2003, ISBN 3-9802801-8-7.
- Das Gericht in Wermelskirchen, Hückeswagen und Remscheid von 1639 bis 1812. Wermelskirchen 2004, ISBN 3-9802801-5-2.
- Die Abtei Altenberg – ihre Güter und Beziehungen zu Wermelskirchen. (= Altenberger Blätter. Nr. 35). 2006, ZDB-ID 1458565-0.
- „Große Ledder“ - Von der „Scala“ über die „Jusche“ zum „Seminar und Freizeit Hotel der Bayer Gastronomie“. Verlag Gisela Breidenbach, Wermelskirchen 2009, ISBN 3-980-2801-6-0.
- Vor den Grafen von Berg im Bergischen Land. Breidenbach Verlag, Wermelskirchen 2011, ISBN 3-980-2801-1-X.
- Alte Höfe und Häuser im Wupperviereck in Wermelskirchen, Schloß Burg, Remscheid, Hückeswagen, Wipperfürth, Kürten, Lindlar, Odenthal, Burscheid. (Hrsg.: Bergischer Geschichtsverein - Abteilung Wermelskirchen), Wermelskirchen 2011, ISBN 978-3-9802801-2-9.
- Das Gericht in Lennep: erhaltene Protokolle von 1696 bis 1811. (Hrsg.: Bergischer Geschichtsverein - Abteilung Remscheid) Bergischer Verlag, Remscheid 2017, ISBN 978-3-945763-28-5.
- Die Katholische Kirche in Burscheid. In: Altenberger Blätter, Heft 69, Odenthal 2017.
- Pfadfinder in Wermelskirchen - Bilder erfolgreicher Jugendarbeit 1954–1968. Wermelskirchen 2018.

### Herausgeber
- 100 Jahre Schulhaus Tente. Festbuch. Wermelskirchen 1987 (Redaktion).
- Alt-Wermelskirchen. Drei Bücher zur Stadtgeschichte. Gründungssaga von 885 und Geschichte bis 1892. Reformation von 1524. (= Bergische Heimatbücher. Neue Folge. Band 1). Wermelskirchen 1991, ISBN 3-9802801-0-1.
- Familien, Eigentum und Steuern in Wermelskirchen, Dabringhausen und Dhünn 1666 bis 1991. (= Bergische Heimatbücher. Neue Folge. Band 5). Wermelskirchen 2003, ISBN 3-9802801-8-7.
- Das Gericht in Wermelskirchen, Hückeswagen und Remscheid von 1639 bis 1812. Texte und Berichte aus den Gerichtsprotokollen und Amtsakten von Bornefeld-Hückeswagen. (= Bergische Heimatbücher. Neue Folge. Band 3). Wermelskirchen 2004, ISBN 3-9802801-5-2.
- Dabringhausen-Grunewald - Beiträge zur Geschichte der Pfarrei St. Apollinaris und des Wohnortes, Wermelskirchen 2010, ISBN 3-9802801-9-5
- Wermelskirchener Archivalien, Anhang mit Urkundenauszügen und Urkundenabschriften, Wermelskirchen 2010
- Herrschaft Wermelskirchen, zwischen Cronenberg und Dabringhausen, Hückeswagen und Schloss Burg. Wermelskirchen 2019, ISBN 978-3-9802801-3-6.
- Zur Geschichte von Wermelskirchen und der Kath. Kirche. Wermelskirchen 2020, ISBN 978-3-9802801-0-5
- Historischer Atlas für Wermelskirchen. Wermelskirchen 2022, ISBN 978-3-9802801-7-4.
- Schloss und Freiheit Burg, Wermelskirchen 2023, ISBN 978-3-9802801-9-8
- Quellen & Materialien zur Geschichte, Eine Sammlung für Wermelskirchen und das Bergische Land, Wermelskirchen 2024
- Hückeswagen, Wipperfürth, Burscheid, Wermelskirchen, Beiträge zur Geschichte, Wermelskirchen 2024

### Aufsätze
- Materialsammlung zur Geschichte der Familien Breidenbach. Privatdruck, Wermelskirchen 1982.
- Wegekreuze als Zeugen der Familiengeschichte. In: DHR. (Die Heimat Remscheid) 8/9. 50. Jahrgang, Remscheid 1983.
- Stategisches Marketing ..., In: Franz Dietrich, Ein Verlegerportrait. Verlag TÜV Rheinland, Köln 1984
- Wegekreuze im Bergischen Land. In: Mitteilungen der Westdeutschen Gesellschaft für Familienkunde. Band 31, 1984.
- Historische Schützen im Bergischen Land. In: Rheinisch-Bergischer Kalender. Bergisch Gladbach 1985
- Napoleons Soldaten aus dem Remscheider Raum. In: DHR. 6/7, 53. Jahrgang, Remscheid 1986.
- Als König Wenzel den Zoll gewährte. In: Rheinisch-Bergischer Kalender. Bergisch Gladbach 1987.
- Amtspersonen im alten Wermelskirchen. Ein Streifzug. In: DHR. 5, 55. Jahrgang, Remscheid 1988.
- Das Gaddemer Gut zu Wermelskirchen. In: Rheinisch-Bergischer Kalender. Bergisch Gladbach 1989.
- Landesschützen in Solingen. In: Die Heimat. NF, Nr. 6, Solingen 1990.
- Lenneper Verwandtschaft im mittelalterlichen Köln. In: DHR. 4, 57. Jahrgang, Remscheid 1990.
- Das Schreib-/Rechenbuch der Anna Elisabetha Jacoby. In: Rheinisch-Bergischer Kalender. Bergisch Gladbach 1991.
- Von Lennep bis Sigismund. In: Geschichte & Heimat. 7/62, Remscheid 1995.
- Ein Kloster in Wermelskirchen? In: Geschichte & Heimat. 2/65, Remscheid 1998.
- Die Geschichte der Mebus-Mühle. In: Geschichte & Heimat. 11/69, Remscheid 2002.
- Altes Brauchtum in Wermelskirchen. In: Geschichte & Heimat. 5/72, Remscheid 2005.
- Feuer hat mich gelegt darnieder. In: Geschichte & Heimat. 2/73, Remscheid 2006.
- Barrieren für Zoll und Wegegeld. In: Geschichte & Heimat. 3/73, Remscheid 2006.
- Der „Kurpfälzische Hof“ in Wermelskirchen. In: Rheinisch-Bergischer Kalender. Bergisch Gladbach 2007.
- Auf den Spuren Napoleons. In: Geschichte & Heimat. 3/74, Remscheid 2007.
- Der Königspitzer Hof bei Kürten. In: Kürtener Schriften. Heft 6, Kürten 2007.
- Neue „Alte Ansichten“ von Schloß Burg. In: Romerike Berge. 58. Jg., Heft 1, Solingen 2008.
- Die zersplitterten Güter. Ärgerliche Wegerechte. In: Geschichte & Heimat. 1/76, Remscheid 2007.
- Rechnungen des Amt Hückeswagener. In: Leiw Heukeshoven. Nr. 48, Hückeswagen 2009.
- Familie Arntz - Bergisch Born 147-149. In: Leiw Heukeshoven. Nr. 51, Hückeswagen 2011/12.
- Schloss Burg - Alte Ansichten neue Erkenntnisse. In: Rheinisch-Bergischer Kalender. Bergisch Gladbach 2013.
- Die Bergisch Borner Landwehr. In: Leiw Heukeshoven. Nr. 52, Hückeswagen 2013.
- Burg Breidenbach bei Lindlar. In: Heimat zwischen Sülz und Dhünn. Nr. 22 (Bergischer Geschichtsverein Rhein-Berg), Bergisch Gladbach 2016.
- Der Küchenhof von Schloss Burg. In: Romerike Berge. 72. Jg., Heft 2, Solingen 2022.
- Altenberger Kloster-Güter bei Longerich. In: Altenberger Blätter, Heft 88, Odenthal 2022, und in: Alfred Weng (Hrsg.): 1100 Jahre Longerich. Köln 2022, S. 38f.